# Parafia Zesłania Ducha Świętego w Wieruszowie
Parafia Zesłania Ducha Świętego w Wieruszowie – parafia rzymskokatolicka należąca do dekanatu Wieruszów diecezji kaliskiej. Erygowana w 1368. Jest najstarszą parafią w mieście. Prowadzona jest przez ojców Paulinów. Parafia liczy 1720 wiernych.

## Historia
Dawniej siedzibą parafii był kościół pw. Świętych Mikołaja i Bartłomieja, który uległ zniszczeniu podczas pożaru całego miasta w 1806 roku. Świątynię, w której posługują OO. Paulini, wybudowano w 1676 roku, w stylu barokowym, a konsekrowano w 1680 roku. Była restaurowana w 1880. Posiada ołtarze główny i boczne barokowe z 2 połowy XVII wieku. Mieści się przy ulicy Dąbrowskiego.

## Obszar
Miejscowości należące do parafii: Klatka, Wieruszów. 

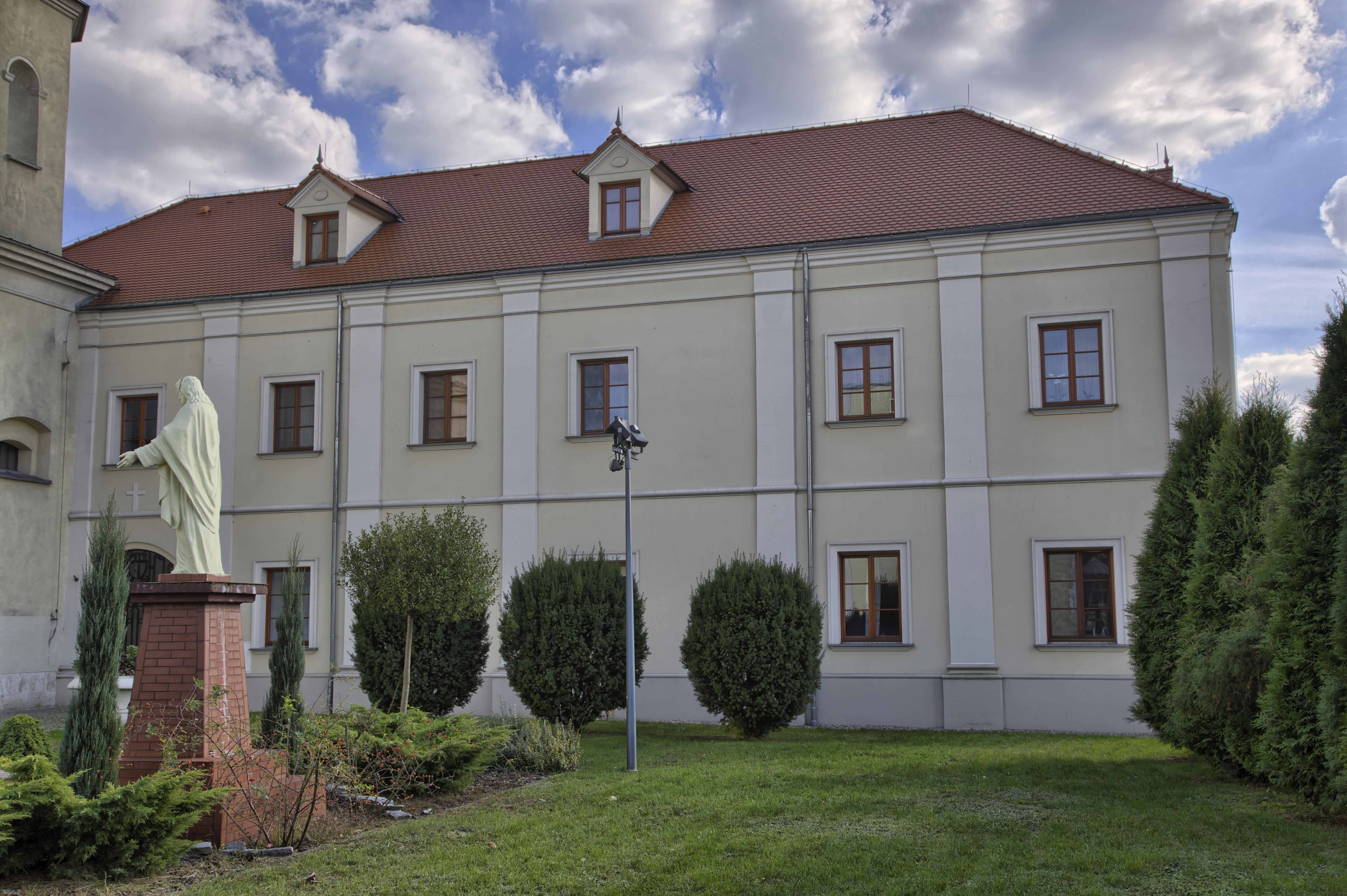
Klasztor ojców Paulinów w Wieruszowie